# 小行星2812
小行星2812（2812 Scaltriti）是一颗围绕太阳公转的小行星。1981年3月30日，愛德華·鮑威爾在可可尼诺县发现了此天体。
該小行星以義大利天文學家弗朗哥·斯卡爾特里蒂（Franco Scaltriti）命名。
这颗小行星的绝对星等为100.58508等。